# Comuna de Krzyżanowice
Krzyżanowice (polaco: Gmina Krzyżanowice) é uma gminy (comuna) na Polónia, na voivodia de Santa Cruz e no condado de Raciborski. A sede do condado é a cidade de Krzyżanowice.
De acordo com os censos de 2004, a comuna tem 11 492 habitantes, com uma densidade 164,9 hab/km².

## Área
Estende-se por uma área de 69,67 km², incluindo:
- área agricola: 79%
- área florestal: 4%

## Demografia
Dados de 30 de Junho 2004:
|                      | Total   | Total | Mulheres | Mulheres | Homens  | Homens |
| -------------------- | ------- | ----- | -------- | -------- | ------- | ------ |
|                      | pessoas | %     | pessoas  | %        | pessoas | %      |
| População            | 11 492  | 100   | 5986     | 52,1     | 5506    | 47,9   |
| Densidade (pop./km²) | 164,9   | 100   | 85,9     | 85,9     | 79      | 79     |

De acordo com dados de 2002, o rendimento médio per capita ascendia a 1367,46 zł.

## Comunas vizinhas
- Gorzyce, Krzanowice, Lubomia, Racibórz.